# Nghiêm Đức Phát
Nghiêm Đức Phát (tiếng Trung: 嚴德發; bính âm: Yán Défā; sinh năm 1952) là chính trị gia người Đài Loan và sĩ quan cấp tướng Quân đội Đài Loan. Ông sinh tại Cao Hùng, Đài Loan. Quê tổ ông ở Nam Kinh. Ông hiện đã nghỉ hưu, từng là Bộ trưởng Bộ Quốc phòng Đài Loan. Ông từng là Bí thư trưởng Hội đồng An ninh Quốc gia Đài Loan và Tổng Tham mưu trưởng Quân đội Đài Loan từ ngày 30 tháng 1 năm 2015 đến ngày 1 tháng 12 năm 2016. Ông cũng từng giữ chức Thứ trưởng Bộ Quốc phòng Đài Loan phụ trách quân bị từ ngày 9 tháng 8 năm 2013 đến ngày 15 tháng 1 năm 2014.

## Giáo dục
Nghiêm Đức Phát tốt nghiệp Trường Sĩ quan Lục quân Trung Hoa Dân Quốc năm 1975 và sau đó học tại Học viện Chiến tranh của Đại học Quốc phòng Trung Hoa Dân Quốc.

## Sự nghiệp quân sự
Tháng 8 năm 2009, ông tham gia nỗ lực cứu trợ thiên tai thuộc Quân đoàn 8 sau bão Morakot.
Tháng 8 năm 2013, ông được bổ nhiệm giữ chức Thứ trưởng Bộ Quốc phòng Đài Loan phụ trách quân bị. Tháng 1 năm 2014, ông được bổ nhiệm làm Tư lệnh Lục quân Trung Hoa Dân Quốc. Tháng 1 năm 2015, ông được bổ nhiệm giữ chức Tổng Tham mưu trưởng Quân đội Đài Loan. Tháng 12 năm 2016, Nghiêm Đức Phát về hưu và được kế nhiệm bởi Khâu Quốc Chính.
Tháng 5 năm 2017, Nghiêm Đức Phát trở lại công vụ với tư cách là Bí thư trưởng Hội đồng An ninh Quốc gia. Tháng 2 năm 2018, ông được bổ nhiệm làm Bộ trưởng Bộ Quốc phòng, thay cho Phùng Thế Khoan.